# 孔城镇
孔城镇，是中华人民共和国安徽省安庆市桐城市下辖的一个乡镇级行政单位。行政区域总面积146.84平方千米。

## 行政区划
孔城镇下辖以下地区：
中心社区、老街社区、高桥村、桐梓村、镇东村、红庙村、晴岚村、金地村、桐溪村、复东村、九年村、清水塘村、铁山村、姜范圩村、砂岗村、陷泥村、跃进村、南口村、王店村、长岗村、古井村、双河村和光明村。